# Yoctogramo
El yoctogramo es la unidad de masa equivalente a una cuatrillonésima parte de un gramo. Su símbolo es yg.
La masa de un electrón es de aproximadamente 0,001 yg (la milésima parte de un yoctogramo).
Un dalton es aproximadamente 0,6 yg. El mesón eta tiene una masa de 0.98 yg.
1 yg = 1x10-24 g

## Otras equivalencias
1 kg = 1027 yg
1 zg = 1000 yg